# Jason Donald
Jason Donald (Winter Park, 30 januari 1980) is een Amerikaans voormalig wielrenner.

## Biografie
Sinds 2007 reed Donald voor Team Slipstream, dat in 2008 zal worden omgedoopt tot "Chipotle". Daarvoor reed hij voor kleinere ploegen, RMCEF (2005) en Team Einstein's Cycling (2006). Voor die laatste ploeg wist hij een etappe in de Ronde van de Gila te winnen. Ook zette hij twee etappes in de rittenkoers Tulsa Tough naar zijn hand.
In 2007 verraste Donald in de proloog van de Ronde van Californië. De Amerikaan stond lang bovenaan in de tussenstand en zakte pas aan het slot van de wedstrijd terug naar de tweede plaats - Levi Leipheimer klokte een tijd die 1 seconde sneller was.

## Belangrijkste overwinningen
2006
- 5e etappe Ronde van de Gila